# César Araújo
César Nahuel Araújo Vilches (Montevidéu, 2 de abril de 2001) é um futebolista uruguaio que atua como volante. Atualmente, joga pelo Orlando City e pela seleção uruguaia.

## Carreira

### Montevideo Wanderers
Natural de Cerrito, bairro de Montevidéu, Araújo começou no clube amador Marconi FC antes de ingressar nas categorias de base do Montevideo Wanderers. Em 1 de agosto de 2019, fez sua estreia profissional entrando como substituto na derrota por 2–1 contra o Corinthians nas oitavas de final da Copa Sul-Americana de 2019. Sua estreia no Campeonato Uruguaio ocorreu em 9 de agosto de 2020, na vitória por 2–0 sobre o Boston River.
Ao fim da temporada de 2021, foi indicado ao banco de reservas da Seleção do Campeonato da Primera División e eleito melhor jogador do Wanderers naquele ano.

### Orlando City
Em 7 de janeiro de 2022, transferiu-se para o Orlando City, da Major League Soccer, por cerca de 2 milhões de dólares. Assinou contrato de três anos com opção de renovação e chegou dentro da iniciativa sub-22 da MLS.
No dia 27 de julho de 2022, marcou seus dois primeiros gols como profissional na vitória por 5–1 contra o New York Red Bulls na semifinal da U.S. Open Cup.
Em 1º de março de 2025, completou 100 jogos pelo clube na vitória por 4–2 contra o Toronto FC, em partida em que marcou um gol de falta e deu assistência para Martín Ojeda.

## Seleção Nacional
Araújo participou de convocações para treinos da sub-20 em 2020 e 2021.
Em 7 de janeiro de 2022, foi convocado pela primeira vez para a seleção principal, integrando a lista preliminar das Eliminatórias para a Copa do Mundo de 2022.
Estreou oficialmente em 5 de junho de 2024, em amistoso contra o México em Denver, substituindo Rodrigo Bentancur nos minutos finais da vitória por 4–0.

## Títulos
Orlando City
- U.S. Open Cup: 2022

Individual
- Seleção do Campeonato Uruguaio: 2021[13]